# Маніакальна дівчина мрії піксі
Маніакальна фея дівчина мрії (англ. Manic Pixie Dream Girl) — архетип героїні у фільмах та мистецтві. Кінокритик Нейтан Ребін ввів цей термін після вивчення персонажки Кірстен Данст у фільмі Елізабеттаун (2005). Як він сам зазначав, Маніакальна фея дівчина мрії "існує виключно (ЧИ НІ, див. примітку) в палких уявленнях чутливих письменників-режисерів, щоб навчити задумливо-душевних молодих людей приймати життя і його нескінченність, таємниці та пригоди". Як правило, Маніакальні феї дівчата мрії допомагають персонажам чоловічої статі, не переслідуючи власного щастя. Вони ніколи не дорослішають; а отже, їхні чоловіки теж ніколи не дорослішають.
Маніакальну фею дівчинку мрії порівнюють з іншим другорядним персонажем – Чарівним Негром, чорним персонажем, який існує лише для того, щоб надати духовну або містичну допомогу головному білому герою-рятівнику. В обох випадках, другорядний персонаж не має помітного власного життя і зазвичай існує лише для того, щоб надати головному герою важливі життєві уроки.

## Приклади
Маніакальні феї дівчата мрії (МФДМ) – це, як правило, статичні персонажки з ексцентричними особистими примхами та відверто дівчачою поведінкою. Вони незмінно слугують романтичним інтересом для (найчастіше задумливого або депресивного) героя. Нижче описані приклади МФДМ.
- Персонажка Наталі Портман у фільмі "Країна садів" (2004), який був написаний та зрежисований Заком Браффом. [1] [2] [4] У огляді "Країни садів" Роджер Еберт описав цей досить неймовірний тип "кіно-істоти" як "повністю доступний" і "абсолютно бажаний". [5]
- Сайт AV Club вказує на персонажку Кетрін Гепберн у «Вихованні крихітки» (1938) як на один з найперших прикладів тропу.[3]

## Контрприклади й деконструкція
- Героїню Енні Голл (1977) часто називають МФДМ, але вона не зовсім підходить під опис, оскільки має власні цілі, незалежні від головного героя.[6]
- Персонажка Кейт Вінслет Клементіна у Вічному сяйві чистого розуму (2004) одночасно підходить під троп та відкидає його, у коментарі до Джоела, якого зіграв Джим Керрі, вона говорить: "Забагато хлопців думають, що я концепція, або я їх довершую, або я зроблю їх живими. Але я просто задовбана дівчина, яка шукає власного душевного спокою; не приписуйте мені свої уявлення".[7]
- Хоча Саммер Зої Дешанель з 500 днів літа (2009) часто визначають як МФДМ, фільм можна розглядати як деконструкцію тропу, оскільки він показує небезпеку ідеалізації жінок як речей замість поваги до них як до людей з їх складними світоглядами. Режисер Марк Вебб заявив: "Так, Саммер має елементи маніакальної феї дівчини мрії – вона відображає незрілий погляд на жінку. Вона – погляд Тома на жінку. Він не бачить її складності, і наслідком для нього є розбите серце. В очах Тома Саммер – це досконалість, але досконалість не має глибини. Саммер не дівчина, вона фаза". [8]
- Єва, головна героїня музичного фільму Стюарта Мердока "Боже, допоможіть дівчині" (2014), також відзначається як спростування тропу. Акторка Емілі Браунінг ставилася до своєї персонажки як до "анти-МДМП" і описувала її як таку, що має "власне внутрішнє життя" та "заглиблену в собі; [. . . ] Оллі хоче, щоб вона стала його музою, а вона каже: "Ні, я з цим не погоджуюсь, я буду займатися своїми справами."" [9] [10]
- Марго Рот Шпігельман у "Паперових містах" (2015) – це деконструкція тропу. Автор книги Джон Грін заявив: " Паперові міста в цілому присвячені знищенню брехні про маніакальну фею дівчину мрії. . . Я не знаю, як я міг би бути менш двозначним щодо цього, окрім як назвати роман «Патріархальна брехня про маніакальну фею дівчину мрії, яку потрібно заколоти і вбити » [11]

## Критика
В інтерв’ю «Vulture», розважальній секції журнала Нью-Йорк, говорячи про свій фільм «Рубі Спаркс», акторка та сценаристка Зої Казан розкритикувала термін як обмежений, принизливий та мізогінний. Вона не погодилася з тим, що персонажка Гепберн у "Вихованні крихітки" є МФДМ: "Я думаю, що поєднувати всіх індивідуальних, оригінальних та химерних жінок під цією категорією, означає стирати всі відмінності".
У грудні 2012 у відео критикиня AllMovie Каміла Коллер сприйняла цей термін як ефективний опис одновимірних персонажок, які шукають щастя лише головного героя і не займаються власними складними проблемами. Тож принизливе використання цього терміна в основному спрямоване на письменників, котрі не дають цим персонажкам більше призначення, ніж натхнення своїх партнерів-чоловіків.
У грудні 2012 року Айша Гарріс стверджувала, що "критика в МФДМ, мабуть, стала більш поширенимою, ніж сам архетип", припускаючи, що кіномитці були змушені стати "самокритичними щодо таких персонажок" після того, як Ребін ввів в обіг термін, який після цього здебільшого зник з кіно.
У липні 2013 року Кет Стоеффель стверджувала для видання The Cut, що вживання терміна стало сексистським, оскільки "він було злочинно натягнутий проти Діани Кітон в Енні Голл та справжньої особи Зої Дешанель. Як може визначальною рисою реальної людини бути відсутність внутрішнього життя?".
Моніка Бартизель висвітлила подібні погляди для газети "The Week". У квітні 2013 року вона написала, що "ця колись корисна частина критичної шпаргалки переросла в лінощі та сексизм". Бартизель стверджує, що "[термін]" маніакальна фея дівчина мрії "був корисним, коли він коментував поверхневість характеристик жінок у сценаріях, де домінують чоловіки, але з тих пір він перетворився на зневажливий спосіб висміювати унікальних жінок у художній літературі та реальності".

## Відступ терміна
У липні 2014 року для видання Salon, Ребін запропонував відмовитись від терміна Маніакальна дівчина мрії піксі. Він стверджував, що, "даючи нечітке визначення ідеї", він ненавмисно надав фразі сили, якої вона не мала намір мати. Популярність тропу, припустив Ребін, призвела до обговорення більш точного визначення, зменшення всеохоплюючої класифікації МФДМ критикою. Хоча він придумав цей термін, щоб викрити сексистські наслідки в сучасній культурі, "цей термін все частіше звинувачували в тому, що він сам є сексистським". Зворотня реакція відбулася, коли цей троп було ототожнено з багатьма улюбленими персонажками. У відповідь Ребін припустив, що унікальні персонажі не можуть бути класифіковані настільки обмежено, і так він вибачився перед поп-культурою за "створення цього нестримного монстра".

## Маніакальний ельф хлопець мрії
Можливу чоловічу версію тропу ототожнюють з Августом Уотерсом з кіноверсії Винні зірки (2014); він отримав цей титул у статті Vulture 2014 року, в якій Метт Патчес заявив: "він поганий хлопчик, він душенька, він тупий качок, він ботанік, він філософ, він поет, він жертва, він герой, що лишився в живих, він все, чого кожен хоче в своєму житті, і він є хибними уявленням про те, що ми можемо насправді мати в нашому житті». 
Маніакального хлопця мрії піксі помічали в таких ситкомах, як "Парки та зони відпочинку" та "30 потрясінь". Героїні цих шоу одружені з чоловіками (з героєм Адама Скотта Беном В'яттом та героєм Джеймса Марсдена Крісом Кросом), які відповідно до статті Grantland 2012 року «терпляче згладжують впертість і темперамент героїнь, приймаючи їх дивакуватість, допомагаючи їм стати найкращими версіями себе". 

## Подібні тропи

### Дівчина-фантазія, визначена алгоритмом
Версія Маніакальної феї дівчини мрії – це дівчина-фантазія, визначена алгоритмом. Різниця полягає в тому, що остання – це не людина, а робот чи якийсь штучний інтелект. Функція та сама: виконувати бажання чоловічого персонажа та допомагати йому у подорожі, не маючи жодних бажань чи власної мети. Деякі приклади: 
- Джої в Той, що біжить по лезу 2049
- Саманта у фільмі Вона Спайка Джонса [20] [21]